# Keith Dublin
Keith Dublin (High Wycombe, 29 gennaio 1966) è un ex calciatore inglese, di ruolo difensore.

## Caratteristiche tecniche
Era un terzino sinistro.

## Carriera
Dopo aver giocato nel settore giovanile del Chelsea, nel corso della stagione 1983-1984 all'età di 17 anni esordisce in prima squadra (e contestualmente tra i professionisti), diventando uno dei primi giocatori di colore nella storia del club londinese. Nella sua prima stagione in squadra, i Blues vincono il campionato di seconda divisione; Dublin trascorre poi il triennio successivo giocando in prima divisione, vincendo tra l'altro anche una Full Members Cup nella stagione 1985-1986, e disputando in totale 51 partite di campionato con il club londinese.
Nell'estate del 1987 viene ceduto per 35000 sterline al Brighton, club di terza divisione, con cui nella stagione 1987-1988 conquista una promozione in seconda divisione, categoria nella quale nel biennio seguente gioca poi da titolare, per un totale di 132 presenze e 5 reti in partite di campionato con i Seagulls. Gioca poi in seconda divisione anche con le maglie di Watford (186 presenze e 4 reti tra il 1990 ed il 1994) e Southend Utd, dove tra il 1994 ed il 1999 trascorre quattro stagioni in seconda divisione ed una stagione (la 1998-1999) in terza divisione, per un totale di 179 presenze e 9 reti in partite di campionato con gli Shrimps, a cui poi aggiunge 2 presenze in terza divisione con il Colchester Utd, grazie alle quali arriva ad un bilancio totale in carriera di 562 presenze e 16 reti nei campionati della Football League.
Si ritira definitivamente all'età di 37 anni nel 2003, dopo un quadriennio trascorso a giocare a livello semiprofessionistico (tra la quinta e la settima divisione) con le maglie di Farnborough Town e Carshalton Athletic.

## Palmarès

### Club

#### Competizioni nazionali
- Campionato inglese di seconda divisione: 1

Chelsea: 1983-1984
- Full Members Cup: 1

Chelsea: 1985-1986
- Isthmian League: 1

Farnborough Town: 2000-2001
- Isthmian League Division One: 1

Carshalton Athletic: 2002-2003